# 境町站
境町站（日语：／ Sakaimachi eki */?）是位於群馬縣伊勢崎市境百百，屬於東武鐵道伊勢崎線的鐵路車站。車站編號是TI 22。

## 歷史
- 1910年（明治43年）3月27日 - 開業。
- 2006年（平成18年）3月18日 - 太田～伊勢崎間開始單人運轉。
- 2013年（平成25年）3月16日 - 改點。非特急列車延駛至館林站。

## 車站結構

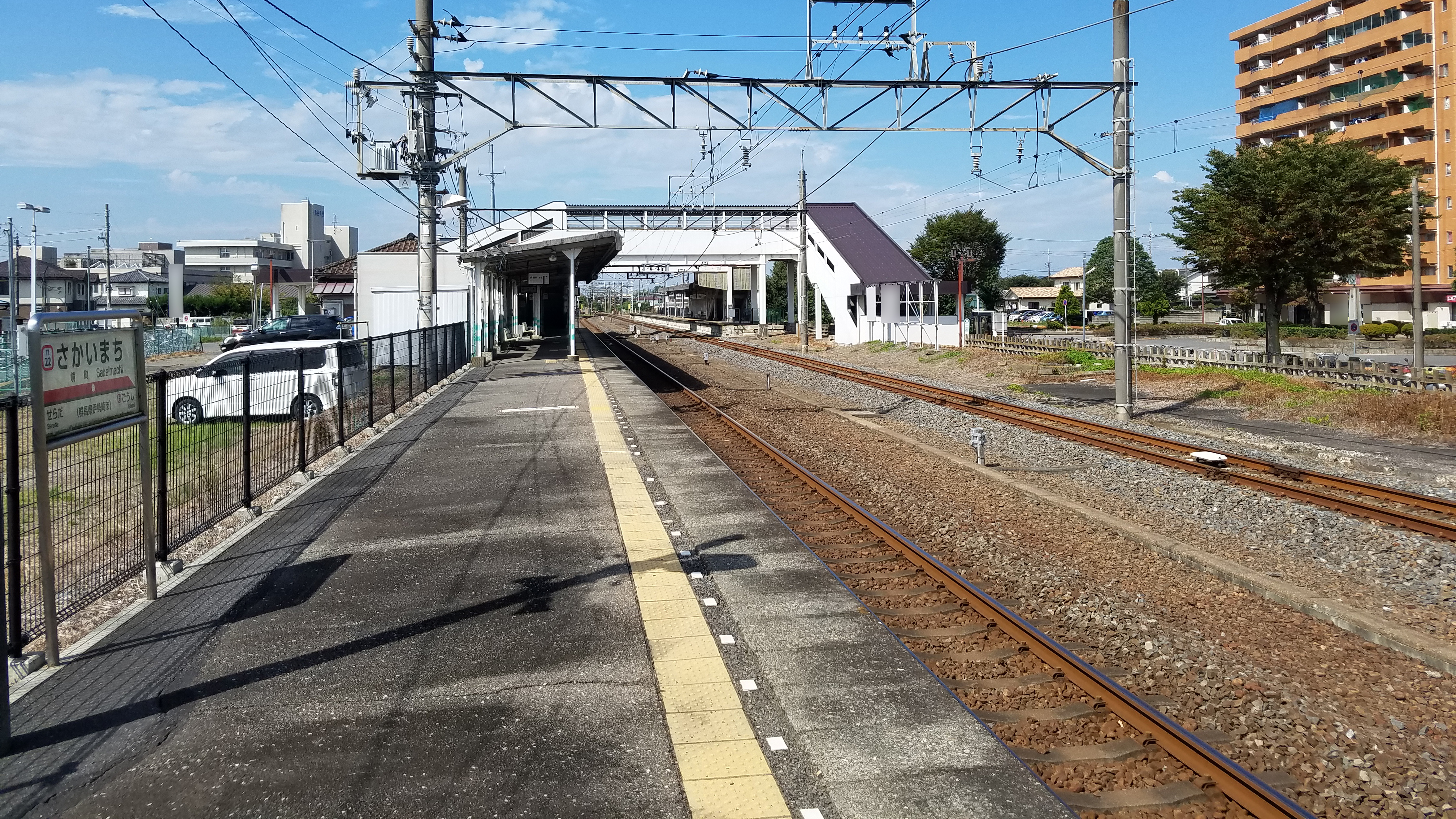
1號月台（2021年9月）

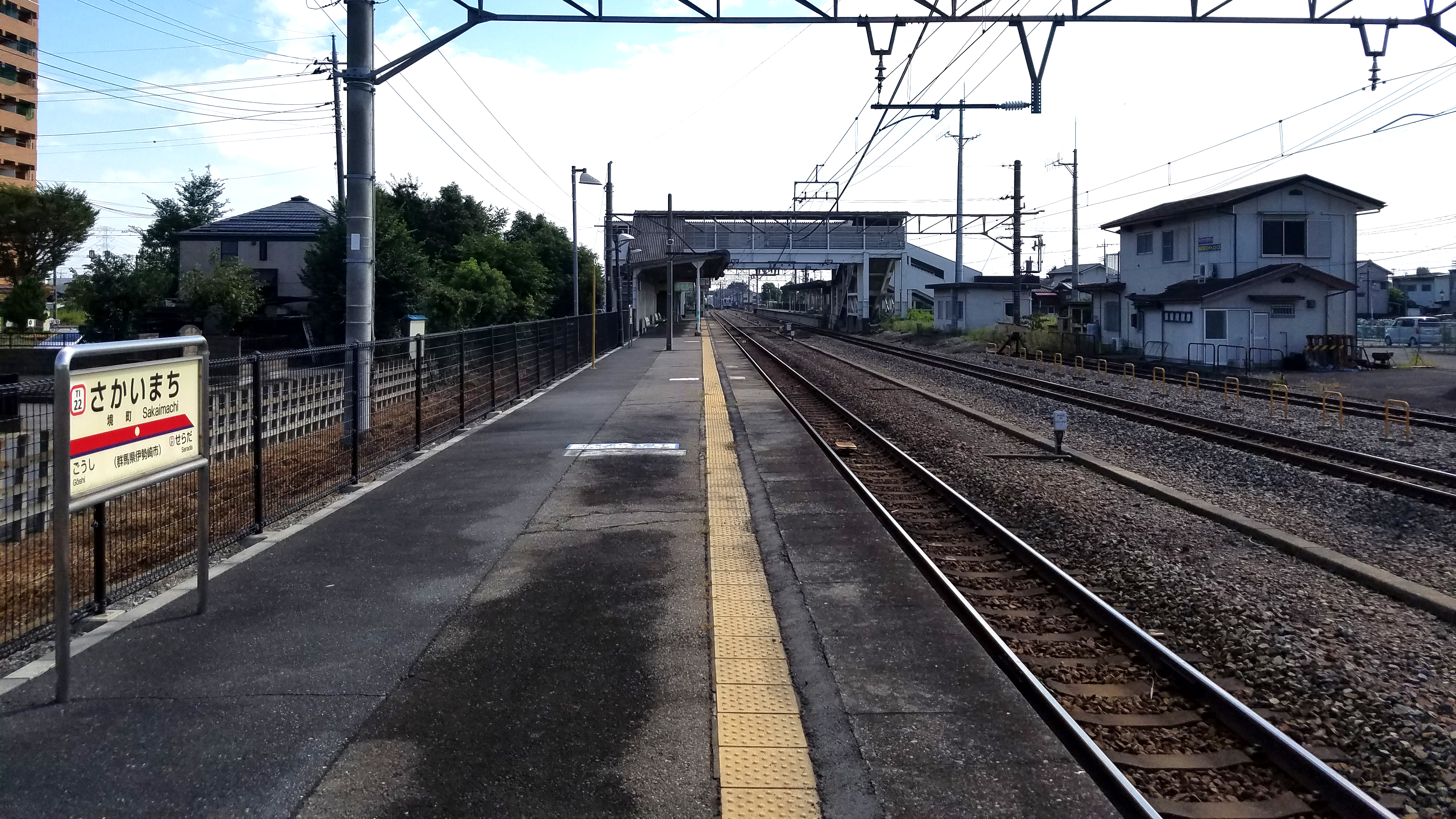
2號月台（2021年9月）

側式月台2面2線的地面車站。

### 月台配置
| 月台 | 路線     | 方向 | 目的地                                                         |
| ---- | -------- | ---- | -------------------------------------------------------------- |
| 1    | 伊勢崎線 | 下行 | 伊勢崎方向                                                     |
| 2    | 伊勢崎線 | 上行 | 太田、足利市、館林、 東武晴空塔線 北千住、東京晴空塔、淺草方向 |

## 使用情況
2018年度1日平均上下車人次為1,611人。
近年1日平均上下車人次的推移如下表｡
| 年度               | 1日平均 上下車人次 |
| ------------------ | ------------------ |
| 2000年（平成12年） | 2,562              |
| 2001年（平成13年） | 2,348              |
| 2002年（平成14年） | 2,254              |
| 2003年（平成15年） | 2,156              |
| 2004年（平成16年） | 2,118              |
| 2005年（平成17年） | 1,956              |
| 2006年（平成18年） | 1,885              |
| 2007年（平成19年） | 1,804              |
| 2008年（平成20年） | 1,699              |
| 2009年（平成21年） | 1,684              |
| 2010年（平成22年） | 1,701              |
| 2011年（平成23年） | 1,610              |
| 2012年（平成24年） | 1,644              |
| 2013年（平成25年） | 1,689              |
| 2014年（平成26年） | 1,655              |
| 2015年（平成27年） | 1,640              |
| 2016年（平成28年） | 1,582              |
| 2017年（平成29年） | 1,543              |
| 2018年（平成30年） | 1,611              |

## 車站周邊
- 伊勢崎市役所境支所
- 伊勢崎市立境圖書館
- 伊勢崎市境體育館
- 伊勢崎市境武道館
- 伊勢崎市境綜合文化中心
- 伊勢崎警察署境分廳舍（日语：伊勢崎警察署境分庁舎）
- 境消防署
- 群馬縣立前橋高等養護學校（日语：群馬県立前橋高等養護学校）伊勢崎分校
- 伊勢崎市立境小學校
- 境郵便局（日语：境郵便局）
- 境町站前郵便局
- 境東町郵便局
- 鶴谷醫院
- 站北公園

## 路線巴士
- 伊勢崎市社區巴士「青空」
  - <境Shuttle> 伊勢崎站→境支所→境町站南口→境社會福祉中心→境町站南口→境支所→伊勢崎站→市民病院→伊勢崎站
  - <國定、境連絡巴士> 國定站南口 - 東（あずま）支所前 - 東（あずま）公民館 - 流通團地前 - 境訓練中心 - 境綜合文化中心 - 境町站北口

## 相鄰車站
東武鐵道
 伊勢崎線
- ■特急「兩毛」停車站

■普通
世良田（TI 21）－境町（TI 22）－剛志（TI 23）

## 關連項目
- 日本鐵路車站列表

## 外部連結
- 境町（車站資訊） - 東武鐵道

1. ↑  .   [2017-07-20]. （原始内容存档于2017-07-31）.